# Savigny, Rhône
Savigny är en kommun i departementet Rhône i regionen Auvergne-Rhône-Alpes i östra Frankrike. Kommunen ligger i kantonen L'Arbresle som tillhör arrondissementet Lyon. År 2022 hade Savigny 1 970 invånare.

## Befolkningsutveckling
Antalet invånare i kommunen Savigny
| Referens: INSEE |